# TU9

Емблема об'єднання

«TU9 — German Institutes of Technology e.V.» — зареєстроване об'єднання дев'яти найбільших технічних університетів Німеччини.
«TU9» було створено в січні 2001 року як неформальне об'єднання технічних університетів, які з'явилися в Німеччині ще з 1900 року. Головою «TU9» був обраний ректор Університету Карлсруе Горст Гіпплер. 26 січня 2006 року в сенатському залі засідань Брауншвейзького технічного університету відбулася офіційна установча церемонія об'єднання «TU9». Центральний офіс університетського об'єднання розташовується в Берліні. Установчі документи об'єднання підписали президенти чи ректори всіх дев'яти вищих навчальних закладів.
Об'єднання найбільших технічних університетів Німеччини ставить своїм завданням представництво громадських, політичних та економічних інтересів його учасників, сприяння просуванню Болонського процесу та забезпечення високого рівня якості підготовки інженерних кадрів.
На початку серпня 2010 університети «TU9» висловилися за повернення до диплому, який 10 років тому був замінений бакалавром. Вчений ступінь диплом інженера-користується за кордоном відмінною репутацією, тому не можна від нього відмовитися.

## Члени об'єднання
- Рейнсько-Вестфальський технічний університет Аахена
- Берлінський технічний університет
- Брауншвейзький технічний університет
- Дармштадтський технічний університет
- Дрезденський технічний університет
- Ганноверський університет імені Готфріда Вільгельма Лейбніца
- Університет Карлсруе
- Мюнхенський технічний університет
- Штутгартський університет